# Afera starachowicka
Afera starachowicka – popularne określenie afery z udziałem wysokich funkcjonariuszy państwa, która wybuchła w 2003, dotyczącej przecieku tajnych informacji z Ministerstwa Spraw Wewnętrznych i Administracji do osób podejrzanych o kontakty przestępcze.
Według nagrań z podsłuchu prowadzonego przez policję, w marcu 2003 poseł SLD Andrzej Jagiełło zadzwonił do radnych SLD w Starachowicach i powołując się na informacje otrzymane od wiceministra MSWiA Zbigniewa Sobotki, ostrzegł ich o planowanych aresztowaniach. Aresztowania te miały dotyczyć członków rozpracowywanej przez policję grupy przestępczej działającej na terenie Starachowic oraz działaczy samorządowych, podejrzewanych o współpracę z tą grupą.
W toku postępowania ustalono, że Andrzej Jagiełło otrzymał informacje o planowanych aresztowaniach od Henryka Długosza, który z kolei uzyskał je od Zbigniewa Sobotki. Według ustaleń sądu, sam Sobotka wiedział o nich od generała policji Antoniego Kowalczyka. Henryk Długosz i Zbigniew Sobotka nie przyznali się do przekazywania informacji.
24 stycznia 2005 Sąd Okręgowy w Kielcach wydał wyrok uznający oskarżonych Zbigniewa Sobotkę, Henryka Długosza i Andrzeja Jagiełłę za winnych i skazujący ich na kary:
- Zbigniew Sobotka – 3,5 roku pozbawienia wolności, 5 lat zakazu sprawowania funkcji administracyjnych wymagających dostępu do materiałów tajnych.
- Henryk Długosz – 2 lata pozbawienia wolności.
- Andrzej Jagiełło – 1,5 roku pozbawienia wolności.

W uzasadnieniu sąd wielokrotnie podkreślał świadome narażanie bezpieczeństwa policjantów, którzy działali „pod przykryciem” w grupie przestępczej i nieprzymuszone działanie oskarżonych. Media określały wyroki jako wysokie.
16 listopada 2005 Sąd Apelacyjny w Krakowie utrzymał w mocy wyrok Sądu Okręgowego co do Zbigniewa Sobotki, natomiast zmniejszył wymiar kary wobec Henryka Długosza – do 1,5 roku i wobec Andrzej Jagiełły – do 1 roku pozbawienia wolności.
28 listopada 2005 Prezydent RP Aleksander Kwaśniewski wszczął na wniosek Sobotki procedurę jego ułaskawienia. 16 grudnia 2005 Prezydent zastosował wobec niego prawo łaski, zmniejszając wyrok do roku pozbawienia wolności z warunkowym zawieszeniem wykonania na 2 lata. Procedura ułaskawieniowa wzbudziła liczne kontrowersje z uwagi na znajomość Aleksandra Kwaśniewskiego ze Zbigniewem Sobotką oraz na przeprowadzenie jej w ostatnich tygodniach urzędowania Kwaśniewskiego. W marcu 2006 Henryk Długosz i Andrzej Jagiełło zgłosili się do odbycia kary.
Ponadto w powiązaniu z aferą starachowicką toczy się proces generała policji Antoniego Kowalczyka, oskarżonego o złożenie fałszywych zeznań, iż nie przekazywał informacji Sobotce. 13 marca 2006 został uniewinniony w I instancji nieprawomocnym wyrokiem Sądu Rejonowego w Kielcach. Sąd oparł rozstrzygnięcie na ustaleniu, że Kowalczyk przekazał informacje Sobotce, naruszając tajemnicę państwową, ale następnie nie miał obowiązku zeznawania przeciwko samemu sobie. Apelację od wyroku Sądu Rejonowego wniósł prokurator. Sąd Okręgowy w Kielcach w toku jej rozpoznawania powziął wątpliwości i zwrócił się do Sądu Najwyższego o rozstrzygnięcie zagadnienia prawnego. Sąd Najwyższy, mając na uwadze tajność dużej części postępowania, a także treść postawionego pytania i zarzutów przedstawionych przez prokuratora w apelacji, postanowił w dniu 20 grudnia 2006 roku przejąć sprawę do rozpoznania. Na uwagę zasługuje fakt, iż w dotychczasowej praktyce Sądu Najwyższego, przejmowanie spraw karnych do rozpoznania zdarzało się niezwykle rzadko. W dniu 8 marca 2007 r. Sąd Najwyższy w sprawie oskarżonego z art. 231 § 1 kk i 233 § 1 kk Antoniego Kowalczyka po rozpoznaniu na rozprawie apelacji prokuratora od uniewinniającego wyroku Sądu Rejonowego w Kielcach uchylił zaskarżony wyrok i przekazał sprawę Sądowi Rejonowemu w Kielcach do ponownego rozpoznania. Jest to rozstrzygnięcie wyjątkowo korzystne dla oskarżonego. Sąd Najwyższy uznał bowiem, że Kowalczyk nie popełnił przestępstwa, mimo iż przekazał Zbigniewowi Sobotce informacje o planowanej akcji policji w Starachowicach, ponieważ Sobotka – jako wiceminister MSWiA – był osobą uprawnioną i upoważnioną do otrzymywania tego typu informacji. Tym samym przekazanie mu informacji przez Kowalczyka było legalne.